# Saarilampi (sjö i Joensuu, Norra Karelen, 63 N, 30,2 Ö)
Saarilampi är en sjö i kommunen Joensuu i landskapet Norra Karelen i Finland. Den är 3,1 meter djup. Arean är 41 hektar och strandlinjen är 4,38 kilometer lång. Sjön  ingår i Vuoksens huvudavrinningsområde.   Den ligger omkring 49 kilometer nordöst om Joensuu och omkring 420 kilometer nordöst om Helsingfors. 